# Kelly MissesVlog
Kelly MissesVlog (bürgerlich Kelly Svirakova; * 9. Juli 1993 in Fürth) ist eine deutsch-tschechische Webvideoproduzentin und Vloggerin, die hauptsächlich auf YouTube und Instagram aktiv ist.

## Leben und Werdegang
Svirakova besuchte das Helene-Lange-Gymnasium in Fürth, welches sie 2013 mit dem Abitur abschloss.
Svirakova eröffnete ihren YouTube-Kanal im August 2010, damals unter dem Namen Kelly aka MissesVlog.  Nach MissesVlog, Kelly MissesVlog, kelly und kel heißt er aktuell KELLY //missesvlog. Ihr Kanal ist seit 2013 Teil des Netzwerks Studio71. und zählte im Jahr 2017 gemessen an der Zahl der Abonnenten zu den Top 50 der meistabonnierten YouTube-Kanäle in Deutschland.
Seit 2013 veröffentlichte sie wöchentlich drei Videos; am Dienstag erschien ihr bekanntestes Format Kelly kommentiert Kommentare, am Donnerstag ein Vlog oder Wochenrückblick und am Sonntag jeweils unterschiedliche Videos ohne regelmäßiges Thema. Im Dezember 2016 brach sie dieses Konzept aufgrund von Aboverlusten ab. Nach einer kurzen Unterbrechung ab November 2016 ist Kelly kommentiert Kommentare seit März 2017 wieder auf ihrem Kanal zu sehen.
Am 6. Oktober 2017 veröffentlichte sie ihren Song Clickbait, welcher eine Parodie auf das sogenannte Clickbaiting darstellt. Am 1. Februar 2018 veröffentlichte sie das Lied Disstrack.mp3 (Diss an alle Youtuber). Außerdem veröffentlichte sie am 20. Mai 2018 das Lied schicke dieses video an deinen schwarm ohne kontext und am 2. Juni 2018 das Lied schicke dieses video an deine/n ex ohne kontext. Im ersten Song singt Svirakova über ihren Schwarm, im zweiten über den Schwarm, der jetzt ihr Ex-Freund ist.

## Auftritte
- Teilnahme an der Wok-WM 2015 im World Wide WOK zusammen mit anderen YouTube-Künstlern[10]
- Moderation der Liveshow Let’s Play Poker 2015.[11]
- April 2016: Teilnahme im Team Internet an der ProSieben Völkerball Meisterschaft[12]
- 2016: Moderation zusammen mit Joyce Ilg bei dem Vodafone-Livestream vom Roten Teppich der Goldenen Kamera 2016.[13]
- 2016: Gastauftritt beim ProSieben-Auswärtsspiel
- 2016: Mehrere Gastauftritte bei Comedy Rocket
- 2016–2019: Moderation zusammen mit Sturmwaffel der YouTube-Morningshow Guten Morgen Internet für das öffentlich-rechtliche Jugendangebot funk.[14]
- Dez. 2018: Teilnahme an Die ProSieben Wintergames
- 2019: Gastauftritt zusammen mit Dagi Bee bei Joko & Klaas gegen ProSieben (Folge 6)

## Auszeichnungen
| Jahr | Institution                     | Preis                     | Kategorie                                                         | Nominiert | Gewonnen |        |
| ---- | ------------------------------- | ------------------------- | ----------------------------------------------------------------- | --------- | -------- | ------ |
| 2014 | European Web Video Academy GmbH | Webvideopreis Deutschland | VIP                                                               | Ja        | Nein     | [ 15 ] |
| 2014 | European Web Video Academy GmbH | Webvideopreis Deutschland | OMG                                                               | Ja        | Nein     | [ 15 ] |
| 2015 | European Web Video Academy GmbH | Webvideopreis Deutschland | Person Of The Year Female                                         | Ja        | Ja       | [ 16 ] |
| 2016 | Nick Deutschland                | Kids Choice Award         | bester Webvideodarsteller                                         | Ja        | Nein     |        |
| 2017 | European Web Video Academy GmbH | Webvideopreis Deutschland | Social Campaign, (für das Projekt „SaveSelous“ mit Jodie Calussi) | Ja        | Ja       | [ 17 ] |